# Port lotniczy Ołomuniec
Port lotniczy Ołomuniec (cz.: Letiště Olomouc, kod IATA: OLO, kod ICAO: LKOL) – port lotniczy położony w czeskim Ołomuńcu.